# (100516) 1997 BA
(100516) 1997 BA es un asteroide perteneciente al cinturón de asteroides, descubierto el 16 de enero de 1997 por Takao Kobayashi desde el Observatorio de Ōizumi, Ōizumi, Japón.

## Designación y nombre
Designado provisionalmente como 1997 BA.

## Características orbitales
1997 BA está situado a una distancia media del Sol de 2,564 ua, pudiendo alejarse hasta 3,105 ua y acercarse hasta 2,023 ua. Su excentricidad es 0,211 y la inclinación orbital 13,29 grados. Emplea 1500,05 días en completar una órbita alrededor del Sol.

## Características físicas
La magnitud absoluta de 1997 BA es 15,2. Tiene 4,949 km de diámetro y su albedo se estima en 0,095. 